# Mitroania
Mitroania – postać z powieści Teodora Parnickiego Twarz księżyca, żyjąca na przełomie III i IV wieku królewna chorezmijska, domniemana córka Wazamara.

## Pochodzenie
Mitroania urodziła się około 220 roku. Uchodziła za córkę Wazamara, siostrzeńca króla chorezmijskiego Arsamucha i buddyjskiej kapłanki, Greczynki, rzekomo królewskiego pochodzenia. W późniejszym czasie przyznawała, że Wazamar czynił aluzje, do tego że mogła zostać podmieniona. Arsamuch, wyznaczył Wazamara swoim następcą. Aby zachować niezależność jego władania, postarał się, by siostrzeniec, wraz z małą Mitroanią, został wysłany przez króla perskiego do kraju Sarmatów z misją dyplomatyczną. Stamtąd, przy jej współudziale, w 234 roku, piętnastoletnią dziewczynę, uprowadził, walczący w rzymskich oddziałach, dardańczyk, Ragon.

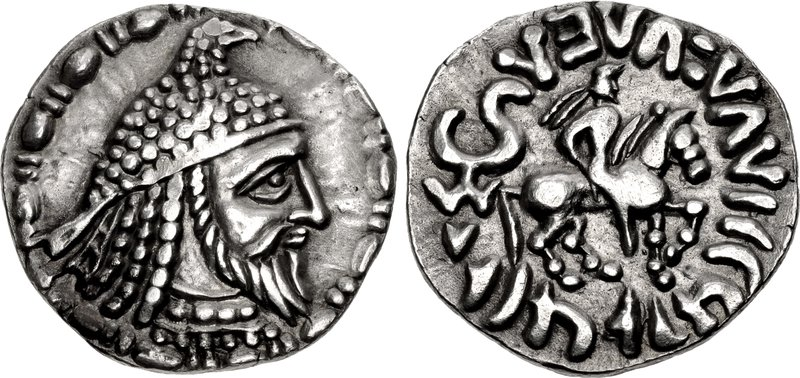
Wazamar, król Chorezmu.

## Małżeństwo z Ragonem
W górskiej wiosce od młodszego syna Ragona, Kwintyliusza, nauczyła się łaciny. W zamian wprowadziła synów Ragona: Klaudiusza i Kwintyliusza oraz jego żonę Teutę w dzieje swej królewskiej rodziny. Dwa lata później chłopcy domyśliwszy się z niedomówień, że dziewczyna zmierza do zostania Rzymianką, zostali na krótki czas jej tajnymi mężami i jeden z nich spowodował, że zaszła w ciążę. Teuta, podejrzewając, że sprawcą ciąży jest Ragon, rzuciła się między noże walczących ze sobą jej braci. Wszyscy troje zginęli, a Ragon w dwa miesiące później ożenił się z Mitroanią. W tym samym 236 roku, Ragon stanąwszy na czele górskiej bandy sprowadził ją w dolinę, za co został nagrodzony funkcją nadzorcy kopalń i domem w Niszu. Mitroania urodziła syna Septymiusza Senecjona, którego jej mąż uznał za swego. Trzy lata później Ragon zginął, wrzucony przez zbuntowanych górników do kopalni i Mitroania została wdową.  
Testament Ragona, sporządzony przed zawarciem drugiego małżeństwa nie przewidywał żadnych zapisów dla drugiej żony i syna z drugiego małżeństwa. Byt zapewnił jej Anulinus, wyzwoleniec Ragona, który po zejściu z gór odziedziczył spory majątek i jedną trzecią oddał w dożywotnie rozporządzenie Kwintyliuszowi, a ten połowę przekazał Mitroanii. Rozporządzenie to nie zabezpieczało syna Mitroanii. Musiała szukać męża, a o to nie było łatwo, gdyż była cudzoziemką, wdową po okrutnym nadzorcy kopalń, jej poprzednie małżeństwo ocierało się o skandal. Na dodatek następca Ardaszyra na tronie perskim, Szapor, żądał wydania kobiety, która podaje się za córkę króla Chorezmii, Wazamara. Klaudiusz, który coraz więcej znaczył w Ilirii i cieszył się poparciem jej namiestnika Mozona, doprowadził do odmówienia żądaniu króla perskiego, powołując się na to, że Mitroania jest obywatelką miasta Nisz i nigdy nie przedsiębrała żadnych knowań przeciw królowi perskiemu.

## Małżeństwo z Anulinem

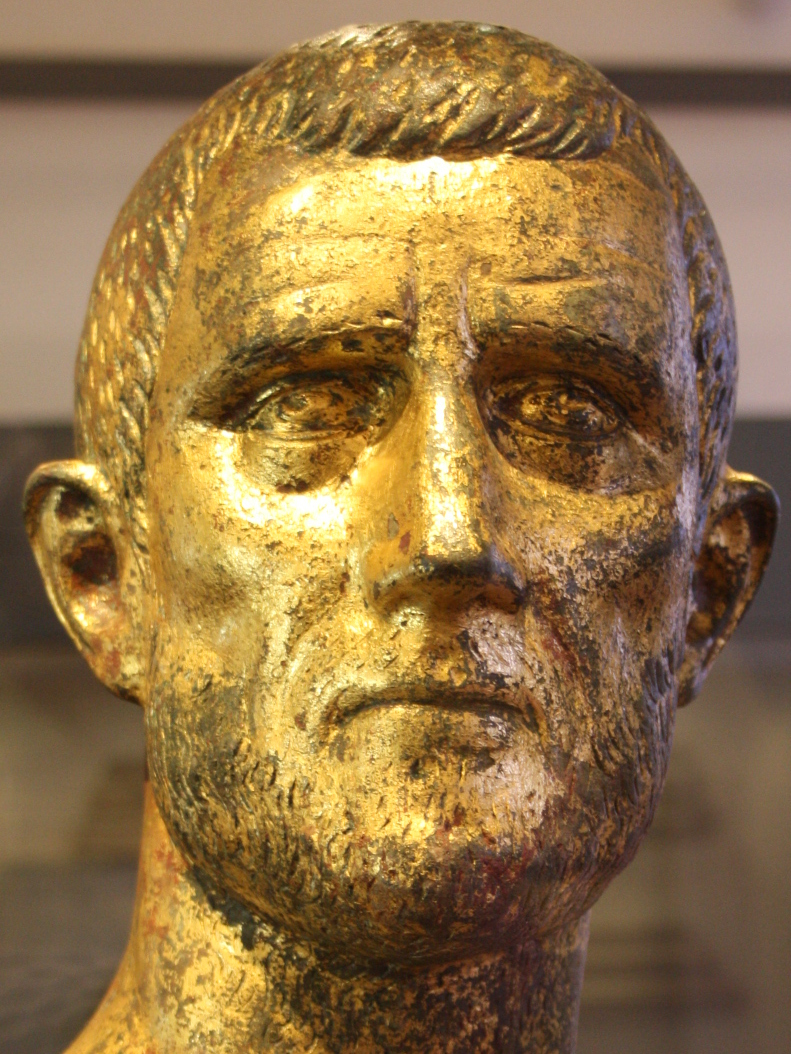
Klaudiusz II Gocki.

Na początku lat 40. III wieku Mitroania ponownie wyszła za mąż, za Anulina, który w międzyczasie został prowincjonalnym senatorem. Urodziła mu córkę Klaudię i syna Anulina młodszego. W kilka lat potem, przygotowując wyprawę Gordiana III przeciw Persji (244), namiestnik Ilirii, Decjusz chciał użyć Mitroanii przeciw Wazamarowi, żeby oskrzydlić od północy króla perskiego. Wazamar nie był prawowitym następcą króla Arsamucha. Według testamentu miał nim być potomek Arsacydy, a Wazamar był synem Ardaszyra. Decjusz chciał, by Mitroania zamieszkała z Chozroesem i zaszła z nim w ciążę. Jej potomek objąłby tron Wazamara. Aby swój plan zrealizować Decjusz potrzebował śmierci Anulina. Mitroania, która, zgodnie z prawem chorezmijskim, była już kiedyś podwójnie zamężna z Klaudiuszem i Kwintyliuszem, zwróciła się o pomoc do synów Ragona. Ci jednak odmówili. Klaudiusz był jej wtedy przeciwny. Kwintyliusz właśnie się ożenił, wyznaczył jej więc spotkanie w Armenii za cztery miesiące, do którego nie doszło.
Anulinus  usynowił jej syna z pierwszego małżeństwa Septymiusza i zapewnił mu niezależność finansową. Mitroania wykierowała go na lekarza. Septymiusz dość wcześniej się ożenił. W 254 roku, w wieku 35 lat Mitroania została babcią Kwintusa, w cztery lata później (258) urodził się jej drugi wnuk. W 268 roku Klaudiusz, syn Ragona został cesarzem. Dwa lata później po świetnym zwycięstwie nad Gotami w bitwie pod Niszem, zmarł na epidemię cholery. Zmarł na nią również pierwszy syn Mitroanii, Septymiusz, niosąc pomoc umierającym jako lekarz. Kwintyliusz, zostawszy cesarzem po swym bracie, popełnił samobójstwo nie chcąc zdobywać władzy w wyniku zamordowania uzurpatora Aureliana.
Po wstąpieniu na tron Aureliana, bojąc się jego zemsty na pozostałych przy życiu Ragonidach, Mitroania wraz z ulubionym wnukiem, drugim synem Septymiusza uciekła do Chorezmii. Ostatecznie wydarła władzę Wazamarowi i osadziła wnuka na tronie. Swoim postępowaniem, nastawiła jednak mieszkańców przeciw sobie. Nie miała niestety dokąd uciec. Bała się zarówno Sarmatów, z powodu tego, co tam zrobiła za swoim pierwszym pobytem, jak i zemsty Aureliana. Dopiero po jego śmierci (275) wróciła w granice cesarstwa, jednak już bez wnuka, który zbiegł do Bosporu kimmeryjskiego, gdzie został kapłanem Dzeusa-Jehowy. Gdy wróciła z Chorezmii, była przekonana, że jej mąż umarł. W rzeczywistości Anulinus, obawiając się jej, ukrył się. Anulinus młodszy, syn Mitroanii, uważał, że ojciec popadł w obłęd pod wpływem opowieści matki na temat Mitreum Chozroesa. Po powrocie Mitroania zamieszkała w willi męża pod Saloną, dziele Sykoriusza Pompejusza, pasierba jej syna Septymiusza. Pisała listy do męża, ale nigdy nie otrzymała odpowiedzi. Anulinus starszy został stracony przez cesarza Dioklecjana w 287 roku za bunt przeciw majestatowi cesarskiemu. Jego krewnych dotknęły wówczas konfiskaty majątków, z wyjątkiem Mitroanii, którą obronił mający wpływy na dworze przywódca chrześcijan i główny bankier cesarza, Euecjusz Georgiusz. 

## Nowy syn
W 284 roku Sykoriusz Pompejusz odkrył przed Mitroanią znajdujące się w skrytkach jej męża dokumenty świadczące o tym, że Septymiusz Senecjo został podmieniony przez Ragona. Zdruzgotana tym Mitroania, aby odnowić ród Ragonidów - zaczęła rozgłaszać, że Konstancjusz, prawa ręka cesarzy Karusa, Karynusa i Dioklecjana jest jej rzeczywistym synem pierworodnym z krwi Klaudiusza.  
W 292 roku przybyła z Numidii do stolicy cesarstwa, Nikomedii, w ślad za sprowadzonym tam przez cesarza Minewriuszem, mężem jej wnuczki i ojcem prawnuczki, Minerwiny. Postanowiła dodatkowo spowinowacić Konstancjusza ze swą krwią przez ślub jego syna, Konstantyna ze swą prawnuczką. Tymczasem wtajemniczała Minerwinę w przerobioną lub uzupełnioną wersję dziejów Ragonidów. W tym samym 292 roku utraciła władzę w nogach. Pod wpływem młodziutkiego syna Sykoriusza Pompejusza, Sykoriusza Probusa, ufundowała w Nikomedii świątynię Jowiszowi. Był to początek ich współpracy zmierzającej do wydania Minerwiny za Konstantyna. Gdy jakiś czas później ogłoszono zaręczyny Konstantyna z córką cesarza Maksymiana, Faustą, postanowiła się wycofać i wrócić do swego domu w Numidii. Sykoriusz przekształcił jednak wówczas jej projekt ślubu na projekt legalnego konkubinatu, do którego doprowadził w 302 roku. W dniu zawarcia przez Minerwinę konkubinatu Mitroania doznała bardzo silnego krwotoku i wizji na granicy życia i śmierci. 
Nieco wcześniej jej syn Anulinus próbował doprowadzić do jej śmierci, ujawniając pozostałe tajemnice, ukryte w dokumentach ojca. Przeszkodził wówczas temu Sykoriusz Probus. W 299 roku, bawiący na dworze cesarski poseł perski, zaproponował Mitroanii objęcie tronu chorezmijskiego. Odmówiła jednak. Miała bowiem w Chrezmii syna z nieprawego łoża i była ciekawa czy uda mu się objąć władzę w tym państwie. W bliżej nieokreślonym czasie, być może po oddaleniu Minerwiny przez Konstantyna w 307 roku powróciła do swej posiadłości w Numidii. W 92 roku życia wyruszyła stamtąd w swą ostatnią podróż do Nikomedii, by ratować zagrożoną latorośl swego rodu, Senecjona. Zmarła w tym samym roku

## Związki rodzinne
|                                  |                                                        |                                                        |                                                     |                                                     |                                  |                                 |                                 |                                      |                                      |                         |                         |
|                                  |                                                        |                                                        | Ojciec Arsamucha                                    |                                                     |                                  |                                 |                                 |                                      |                                      |                         |                         |
|                                  |                                                        |                                                        |                                                     |                                                     |                                  |                                 |                                 |                                      |                                      |                         |                         |
|                                  |                                                        |                                                        |                                                     |                                                     |                                  |                                 |                                 |                                      |                                      |                         |                         |
|                                  | Arsamuch                                               | Arsamuch                                               |                                                     | Siostra Arsamucha (gr.: Deipila)                    | Siostra Arsamucha (gr.: Deipila) |                                 |                                 | Ardaszyr (niewolnik Chozroesa)       | Ardaszyr (niewolnik Chozroesa)       |                         |                         |
|                                  |                                                        |                                                        |                                                     |                                                     |                                  |                                 |                                 |                                      |                                      |                         |                         |
|                                  |                                                        | Kapłanka buddyjska (Greczynka)                         | Kapłanka buddyjska (Greczynka)                      | ∞                                                   | ∞                                | Wazamar (prawnie syn Chozroesa) | Wazamar (prawnie syn Chozroesa) |                                      |                                      |                         |                         |
|                                  |                                                        |                                                        |                                                     |                                                     | ?                                |                                 |                                 |                                      |                                      |                         |                         |
| Klaudiusz (cesarz 268-270)       | Klaudiusz (cesarz 268-270)                             | Kwintyliusz (cesarz 270)                               | Kwintyliusz (cesarz 270)                            | Mitroania                                           | Mitroania                        |                                 |                                 |                                      |                                      | Anulinus                | Anulinus                |
|                                  | lub                                                    |                                                        |                                                     |                                                     |                                  |                                 |                                 |                                      |                                      |                         |                         |
|                                  |                                                        | ∞                                                      | ∞                                                   | ∞                                                   | ∞                                | ∞                               | ∞                               | ∞                                    | ∞                                    | ∞                       |                         |
|                                  |                                                        | (podmieniony?)                                         | (podmieniony?)                                      | (rzekomy)                                           | (rzekomy)                        | (rzekomy)                       |                                 |                                      |                                      |                         |                         |
|                                  | Septymiusz Senecjo ∞ 1. Aleksandra 2. matka Sykoriusza | Septymiusz Senecjo ∞ 1. Aleksandra 2. matka Sykoriusza | Konstancjusz wymieniony na Septyma (cesarz 306-307) | Konstancjusz wymieniony na Septyma (cesarz 306-307) |                                  |                                 |                                 | Anulinus młodszy                     | Anulinus młodszy                     | Klaudia zmarła w połogu | Klaudia zmarła w połogu |
|                                  |                                                        |                                                        |                                                     |                                                     |                                  |                                 |                                 |                                      |                                      |                         |                         |
|                                  | 1                                                      | 1                                                      | 2                                                   | 2                                                   | 2                                | 2                               | 2                               | 2                                    | adoptowany                           | adoptowany              |                         |
| Kwintus Bassus ∞ 5. żona Bassusa | Kwintus Bassus ∞ 5. żona Bassusa                       | król Chorezmu potem kapłan w Bosporze                  | król Chorezmu potem kapłan w Bosporze               | syn pracownik mennicy                               | syn pracownik mennicy            | syn uczeń Orygenesa             | syn uczeń Orygenesa             | Sykoriusz Pompejusz ∞ 1. Proba 2. NN | Sykoriusz Pompejusz ∞ 1. Proba 2. NN | córka ∞ Minerwiusz      | córka ∞ Minerwiusz      |
|                                  |                                                        |                                                        |                                                     |                                                     |                                  |                                 |                                 |                                      |                                      |                         |                         |
|                                  |                                                        |                                                        |                                                     |                                                     |                                  |                                 | 1                               | 1                                    | 2                                    | 2                       |                         |
| Kwintus Senecjo                  | Kwintus Senecjo                                        | Gajus Basjanus                                         | Gajus Basjanus                                      |                                                     |                                  | Sykoriusz Probus                | Sykoriusz Probus                | młodsza córka zaręczona z Senecjonem | młodsza córka zaręczona z Senecjonem | Minerwina               | Minerwina               |

## Analiza pochodzenia Mitroanii
Matka Mitroanii była buddyjką, z pochodzenia Kuszanką, nosiła baktryjskie imię, prawdopodobnie: Marcja, bo tak Mitroania chciała nazwać swą córkę. Mówiła o sobie, że pochodzi z królewskiego rodu. Odegrała istotną rolę w działaniach politycznych w Chorezmie, w efekcie których została uwięziona wraz z matką Wazamara i skazana na śmierć. Nie wiadomo czy popełniła samobójstwo, czy została zamordowana. Królestwo Chorezmu stało wówczas przed dwoma zagrożeniami, ze strony Kuszanów i Persów. Według Wazamara jego żona, umierając, twierdziła, że cofnie w ten sposób świadomy błąd swojej świekry, który ogromne utrapienia ściągnął na króla Arsamucha. Skoro była Kuszanką z królewskiego rodu, najpewniej była to ulubiona żona Arsamucha, która po zajściu w ciążę zbiegła, by ocalić życie dziecka przed lękającym się o tron władcą Chorezmu. Przyczyną jej uwięzienia i śmierci na rozkaz Arsamucha, było więc rozpoznanie jej tożsamości. Jej dziecko zostało odesłane do ojca Chozroesa i prawdopodobnie zamordowane lub oddane do stanu kapłańskiego. W ten sposób król zabezpieczył się przed pretensjami ze strony Kuszanów i Persji.
Z okoliczności związanych z matką Mitroanii wynika zagadka związana z jej tożsamością. Nie da się jednoznacznie rozstrzygnąć czy była córką Wazamara i uwięzionej żony Arsamucha. Na pewno wyruszyła z Wazamarem w podróż dyplomatyczną do kraju Sarmatów, dokąd Wazamar posłował na polecenie króla Persów. Prawdziwa przyczyna jego podróży była jednak inna. Zgodnie z testamentem Arsamucha Chozroes, a potem Wazamar mieli być po jego śmierci władcami Chorezmu. Wiadomo było, że Persowie będą szukać pretekstu do obalenia postanowień Arsamucha. Otóż na pół miesiąca przed porwaniem Mitroanii doszła do Wazamara wiadomość o śmierci Arsamucha i o jednoczesnym wtargnięciu Persów w granice Chorezmu. Persowie potrzebowali jednak kogoś, kto uzasadniłby ich pretensje do tronu chorezmijskiego. Idealną kandydatką była Mitroania, jako potencjalna wnuczka Ardaszyra Sassasnidy. Wątpliwości co do jej pochodzenia nie miałyby dla Persów żadnego znaczenia. Zostałyby rozstrzygnięte na korzyść silniejszego. Wazamar miał nakłonić Sarmatów, by zaatakowali prowincję rzymską dokładnie wtedy, gdy Persowie wtargną do Armenii. Niewątpliwie mieli również zamiar zażądać wydania Mitroanii. Sprowokowani najazdem Sarmatów Rzymianie wysłali wyprawę odwetową, na której czele stanął Ragon. I choć w powieści nie mówi się o tym wprost, jednym z zadań wyprawy było porwanie Mitroanii, by usunąć ją z zasięgu Persów. Jej natomiast wydawało się, że to ona sama pozwoliła się uprowadzić.